# Утяй (река)
Утяй — река в России, протекает в Бардымском районе Пермского края. Устье реки находится в 9,1 км по правому берегу реки Большая Нюню. Длина реки составляет 11 км.
Река берёт начало в лесах в южной части Тулвинской возвышенности в 7 км к востоку от райцентра, села Барда. Течёт на юго-восток, населённых пунктов, кроме нежилой деревни Утяй, на реке нет. Впадает в Большую Нюню выше деревни Сюзянь.

## Данные водного реестра
По данным государственного водного реестра России, относится к Камскому бассейновому округу, водохозяйственный участок реки — Кама от Камского гидроузла до Воткинского гидроузла, речной подбассейн реки — бассейны притоков Камы до впадения Белой. Речной бассейн реки — Кама.
По данным геоинформационной системы водохозяйственного районирования территории РФ, подготовленной Федеральным агентством водных ресурсов:
- Код водного объекта в государственном водном реестре — 10010101012111100014721
- Код по гидрологической изученности (ГИ) — 111101472
- Код бассейна — 10.01.01.010
- Номер тома по ГИ — 11
- Выпуск по ГИ — 1